# Жеремі Депланш
Жеремі Депланш (7 серпня 1994) — швейцарський плавець.
Учасник Олімпійських Ігор 2016 року.
Призер Чемпіонату світу з водних видів спорту 2019 року.
Чемпіон Європи з водних видів спорту 2018 року, призер 2020 року.